# São Roque do Pico
São Roque do Pico ([sɐ̃w ˈʁɔk(ɨ) ðu ˈpiku] ) ist eine Kleinstadt (Vila) und ein Kreis (Concelho) auf der Azoren-Insel Pico, Portugal. São Roque do Pico hat 3220 Einwohner (Stand 19. April 2021) auf 142,3 km².

## Geschichte
Nach der schleppend einsetzenden Besiedlung der Insel Pico ab 1460 erhielt der Flame Josse Van Huerter ab 1466 die Erlaubnis, hier Ortschaften zu gründen. Der Kreis Lajes do Pico wurde 1501 geschaffen und umfasste die gesamte Insel. 1542 entstand dann der Kreis São Roque do Pico neu, durch Abspaltung und Neuordnung von Gemeinden des bisherigen Kreises. 1732 wurde ein weiterer Kreis geschaffen, Madalena, durch gleiches Vorgehen und durch Abtrennungen aus beiden bisherigen Kreisen.
2004 ernannte die UNESCO die traditionell auch im Kreis São Roque do Pico betriebene Weinbaukultur der Insel Pico zum Welterbe.

## Verwaltung

### Kreis
São Roque do Pico ist Verwaltungssitz eines gleichnamigen Kreises (Concelho). Die zwei weiteren Kreise der Insel sind im Süden Lajes do Pico und im Westen Madalena. Die folgenden Gemeinden (Freguesias) liegen im Kreis:

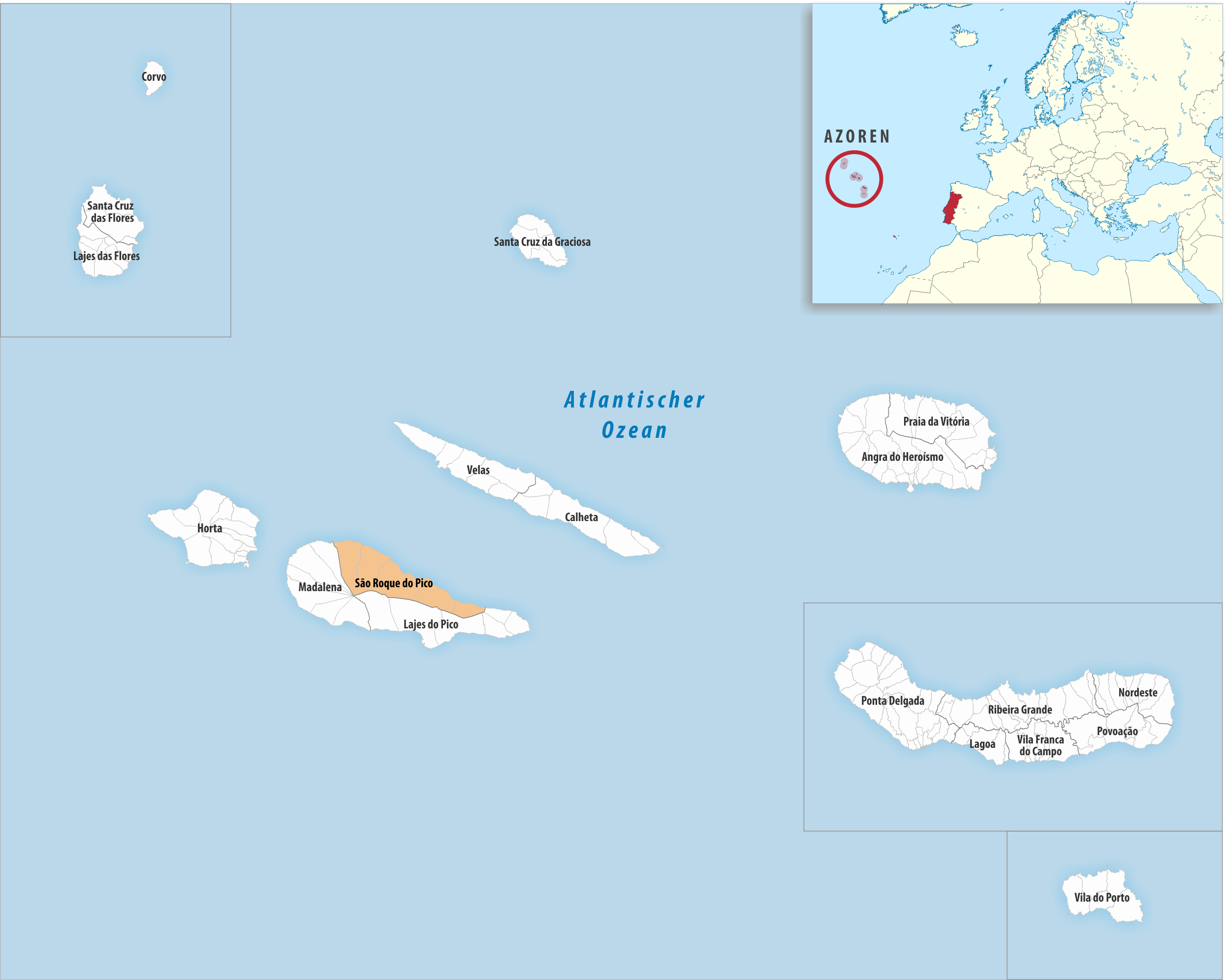
Kreis São Roque do Pico

| Gemeinde                | Einwohner (2021) | Fläche km² | Dichte Einw./km² | LAU- Code |
| ----------------------- | ---------------- | ---------- | ---------------- | --------- |
| Prainha                 | 530              | 26,10      | 20               | 460301    |
| Santa Luzia             | 436              | 30,13      | 14               | 460302    |
| Santo Amaro             | 255              | 11,86      | 21               | 460303    |
| Santo António           | 724              | 32,03      | 23               | 460304    |
| São Roque do Pico       | 1.275            | 42,23      | 30               | 460305    |
| Kreis São Roque do Pico | 3.220            | 142,35     | 23               | 4603      |

### Bevölkerungsentwicklung
| Einwohnerzahl im Kreis São Roque do Pico 1849–2011 |      |      |      |      |      |      |      |      |      |
| Jahr                                               | 1849 | 1900 | 1930 | 1960 | 1981 | 1991 | 2001 | 2004 | 2011 |
| Einwohner                                          | 7618 | 6314 | 5112 | 5292 | 3678 | 3675 | 3629 | 3705 | 3388 |

### Kommunaler Feiertag
- 16. August

## Söhne und Töchter der Stadt
- Roque Francisco Furtado de Melo (1805–1892), Brigadegeneral und Politiker, Schwiegervater des ersten republikanischen Präsidenten Portugals, Manuel José de Arriaga
- Manuel de Azevedo Gomes (1847–1907), Marineoffizier, Offizier im Amerikanischen Bürgerkrieg, Schwiegersohn der Opernsängerin und port. Königsgattin Elise Friederike Hensler
- Fernando Machado Soares (1930–2014), Jurist und Fadista, einer der Erneuerer des Fado de Coimbra
- Duarte Freitas (* 1966), Politiker, von 2004 bis 2009 EU-Abgeordneter